# Josette Simon
Josette Patricia Simon (Leicester, 15 novembre 1960) è un'attrice britannica, attiva in campo teatrale, televisivo e cinematografico.

## Biografia
Ha studiato alla Central School of Speech and Drama, prima di cominciare una carriera teatrale che l'ha vista spesso collaborare con il Royal National Theatre e la Royal Shakespeare Company. Per la RSC ha recitato in Macbeth (1981), Molto rumore per nulla (1982), La tempesta (1982), Antonio e Cleopatra (1983 e 2017), Il mercante di Venezia (1984), Pene d'amor perdute (1984), Misura per Misura (1987) e Sogno di una notte di mezza estate (2000). Per la sua interpretazione nel ruolo di Maggie in Dopo la caduta di Arthur Miller è stata candidata al Laurence Olivier Award alla miglior attrice nel 1991.

## Filmografia

### Cinema
- Grido di libertà (Cry Freedom), regia di Richard Attenborough (1987)
- Red Lights, regia di Rodrigo Cortés (2012)
- Wonder Woman, regia di Patty Jenkins (2017)
- Pokémon: Detective Pikachu, regia di Rob Letterman (2019)
- The Crow - Il corvo  (The Crow), regia di Rupert Sanders (2024)
- Bridget Jones - Un amore di ragazzo (Bridget Jones: Mad About the Boy), regia di Michael Morris (2025)

### Televisione
- Blake's 7 – serie TV, 26 episodi (1980-1981)
- Capital City – serie TV, 1 episodio (1989)
- Dalziel and Pascoe – serie TV, 1 episodio (1998)
- Testimoni silenziosi (Silent Witness) – serie TV, 4 episodi (1998-2011)
- Poirot (Agatha Christie's Poirot) – serie TV, episodio 10x01 (2005)
- L'ispettore Barnaby (Midsomer Murders) – serie TV, episodi 9x08-24x03 (2006-2023)
- Casualty – serie TV, 9 episodi (2006-2010)
- Lewis – serie TV, 1 episodio (2007)
- Skins – serie TV, 1 episodio (2008)
- New Tricks - Nuove tracce per vecchie volpi (New Tricks) – serie TV, 2 episodi (2012)
- Merlin – serie TV, 2 episodi (2012)
- Delitti in Paradiso (Death in Paradise) – serie TV, episodio 3x03 (2014)
- Broadchurch – serie TV, 3 episodi (2017)
- Nightflyers – serie TV, 3 episodi (2018)
- Riviera – serie TV, episodi 3x07-3x08 (2020)
- Maiorca Crime  – serie TV, episodio 2x01 (2021)
- Anatomia di uno scandalo (Anatomy of a Scandal) – miniserie TV, 6 puntate (2022)
- Halo – serie TV, episodio 1x07 (2022)

## Doppiatrici italiane
Nelle versioni in italiano delle opere in cui ha recitato, Josette Simon è stata doppiata da:
- Elena Morara in The Crow - Il corvo, Bridget Jones - Un amore di ragazzo
- Alessandra Cassioli in Wonder Woman
- Emanuela Rossi in Grido di libertà
- Laura Romano in Delitti in Paradiso
- Carla Gugino in Skins
- Claudia Razzi in Anatomia di uno scandalo
- Letizia Scifoni in Halo